# مارک دوترو
مارک دوترو (هلندی: Marc Dutroux؛ متولد ۶ نوامبر ۱۹۵۶ میلادی)، کارگر برق‌کار اهل ایکسل بلژیک و یک آدم‌کشی زنجیره‌ای است. او اقدام به سوء استفاده جنسی از کودکان، آدم‌ربایی، زندانی و شکنجه شش دختر ۸ تا ۱۹ ساله، طی سال‌های ۱۹۹۵ تا ۱۹۹۶ میلادی کرده، که ۴ تن از این قربانیان را به قتل رسانده است. وی همچنین مظنون به قتل هم‌دست سابق‌اش، برنارد وینستین بوده و محکوم شد.

## زندگی‌نامه
وی بزرگ‌ترین فرزند یک خانواده ۷ نفری بود. والدینش هر دو معلم بودند. در پانزده سالگی، دوترو پس از جدایی پدر و مادرش خانه را ترک گفت و زندگی خیابانی خود را آغاز کرد و به انجام اعمال غیراخلاقی و برقراری روابط نامشروع پرداخت تا این که در سن ۱۹ سالگی ازدواج کرد و صاحب ۲ فرزند شد.
اما این پیوند چندان دوام نیاورد و پس از چند سال دوترو و همسر اولش از هم جدا شدند. سپس دوترو با همسر دوم و همدست خود یعنی میشل مارتن ازدواج کرد و از او صاحب ۳ فرزند شد.
دوترو و همسرش میشل از طریق فعالیت‌های مجرمانه و غیرقانونی خود توانستند در مدت چند سال زندگی مشترک‌شان، مالکیت دست‌کم ۷ عمارت بزرگ ویلایی را از آن خود کنند که یکی از آن‌ها به محل جنایت‌های این زوج بدل شد.

## دستگیری و آزادی برای بار اول
مارک دوترو در سال ۱۹۸۹ میلادی برای نخستین بار به جرم آدم ربایی و تعرض به ۵ کودک، به ۱۳ سال و نیم زندان محکوم و در سال ۱۹۹۲ میلادی به دلیل رفتار خوب در زندان، پیش از موعد و پس از گذراندن ۳ سال زندان، ۱۰ سال زودتر از آنچه که باید، از زندان آزاد شد؛ ولی پلیس در جستجوهای نخستین، پس از گم شدن دختران و پیش از دستگیری او هیچ مدرکی بدست نیاورده بود.
مادر دوترو به محض آزادی فرزندش به رئیس وقت زندان نامه نوشت و از آزادی زودهنگام پسرش ابراز هراس و نگرانی کرد.

## آدم‌ربایی و دستگیری
چهار روز پس از گم شدن یک دختر ۱۴ ساله به نام لاتیتیا دلهِز (به هلندی: Laetitia Delhez) و با دستگیری دوترو در ۱۳ اوت ۱۹۹۶ میلادی به دلیل دزدی یک خودرو، با استناد به سوابق جنایی وی، تحقیقات پلیس در خصوص وی آغاز شد. دو روز پس از آن، پلیس در بازرسی خانه‌های این فرد؛ لاتیتیا دلهِز و سابین داردِنِه (به هلندی: Sabine Dardenne) دختر ۱۲ سالهٔ دیگر را زنده در زیرزمین یکی از خانه‌های او در شهری در جنوب بلژیک پیدا کردند.
در ۱۷ آگوست و سپس در ۳ سپتامبر همان سال پیکر بی‌جان دو دختر ۸ ساله به نام‌های ژولی لژون (به هلندی: Julie Lejeune) و ملیسا روسو (به هلندی: Melissa Russo) و دو دختر نوجوان هلندی‌زبان به نام‌های آن مارشال (به هلندی: An Marchal) (۱۷ ساله) و افی لامبرکس (به هلندی: Eefje Lambrecks) (۱۹ ساله) در خانه‌های دیگر این مرد پیدا شدند. جزییات قتل دو قربانی اخیر، هرگز توسط دستگاه قضایی بلژیک منتشر نشد.

## انتقاد از تحقیقات پلیس
دستگیری و محاکمهٔ این مرد داستان‌های زیادی را در بلژیک آغاز کرد که او را به سیاست‌مداران و پایگاه‌های قدرت، وصل می‌نمود و گفته می‌شد که او با کمک برخی از قدرت‌مداران دست به این اقدامات می‌زده و دختران را در اختیار آنان قرار می‌داده است. این ماجرا از آنجا ریشه می‌گرفت که چند افسر پلیس هم که با او همکاری می‌کردند وارد پروندهٔ او شدند.
در طول سال‌ها، صدها هزار تن از اهالی بلژیک علیه تأخیر در محاکمه دوترو دست به تظاهرات زده و مقامات را متهم کرده بودند که به منظور حمایت و جلوگیری از افشای جنایات افراد با نفوذی که مرتکب آزار جنسی کودکان شده‌اند، از برگزاری محاکمه خودداری می‌ورزیده‌اند. ۳۲۰٬۰۰۰ بلژیکی در یکی از اعتراض در بروکسل دست به راهپیمایی زدند.
دولت بلژیک در آن هنگام به مردم قول داد که سیستم پلیس و دادگاه‌های این کشور را دگرگون کند تا بتوانند با خلافکارانی اینچنینی و هم‌دستانشان بهتر به مبارزه بپردازند.

## محاکمه
هشت سال پس از دستگیری مارک دوترو، نخستین دادگاه در روز دوشنبه، ۱ مارس ۲۰۰۴ میلادی در شهر آرلون برگزار شد و سرانجام مارک دوترو را به جرم آدمربایی ۶ دختر نوجوان و کشتن ۴ تن از آنها، محکوم و گناهکار شناخت. او هم‌اکنون به حکم دادگاه تا پایان زندگانی در زندان خواهد بود.
میشل مارتن، همسر سابق این مرد، از سوی دادگاه به جرم همدستی با او به ۳۰ سال حبس محکوم شد. اما پس از گذراندن ۱۶ سال از محکومیتش به نحو مشروط، آزاد شد. او که در زمان آزادی، ۵۲ سال داشت، در سال ۲۰۰۴ میلادی به تحمل ۳۰ سال زندان محکوم شد، اما دادگاه در سال ۲۰۱۵ با تقاضای آزادی مشروط وی موافقت کرده‌است.

## درخواست آزادی
قوانین بلژیک به محکومان به حبس ابد اجازه می‌دهد که بعد از سپری کردن پانزده سال حبس، برای عفو دوران باقی‌مانده حبس درخواست کنند. بر همین اساس مارک دوترو در سال ۲۰۱۳ میلادی درخواست آزادی کرد و دادگاهی در بروکسل در ۱۸ فوریه همان سال با آزادی زودهنگام قاتل زنجیره‌ای کودکان خردسال مخالفت نمود.

## نگارخانه

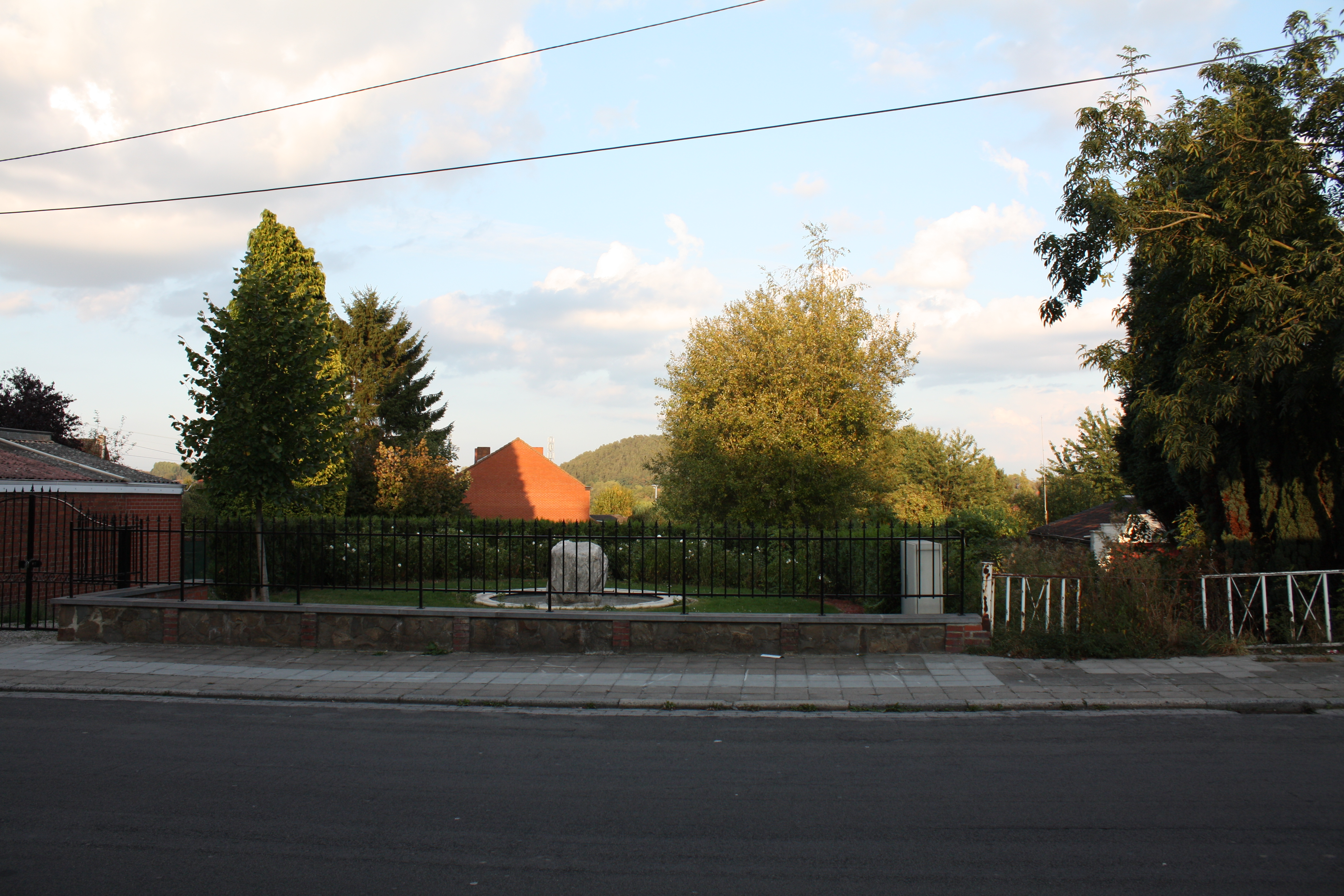
محل سکونت مارک دوترو در بلژیک، تخریب شده، با یک بنای یابود، جایگزین شد.
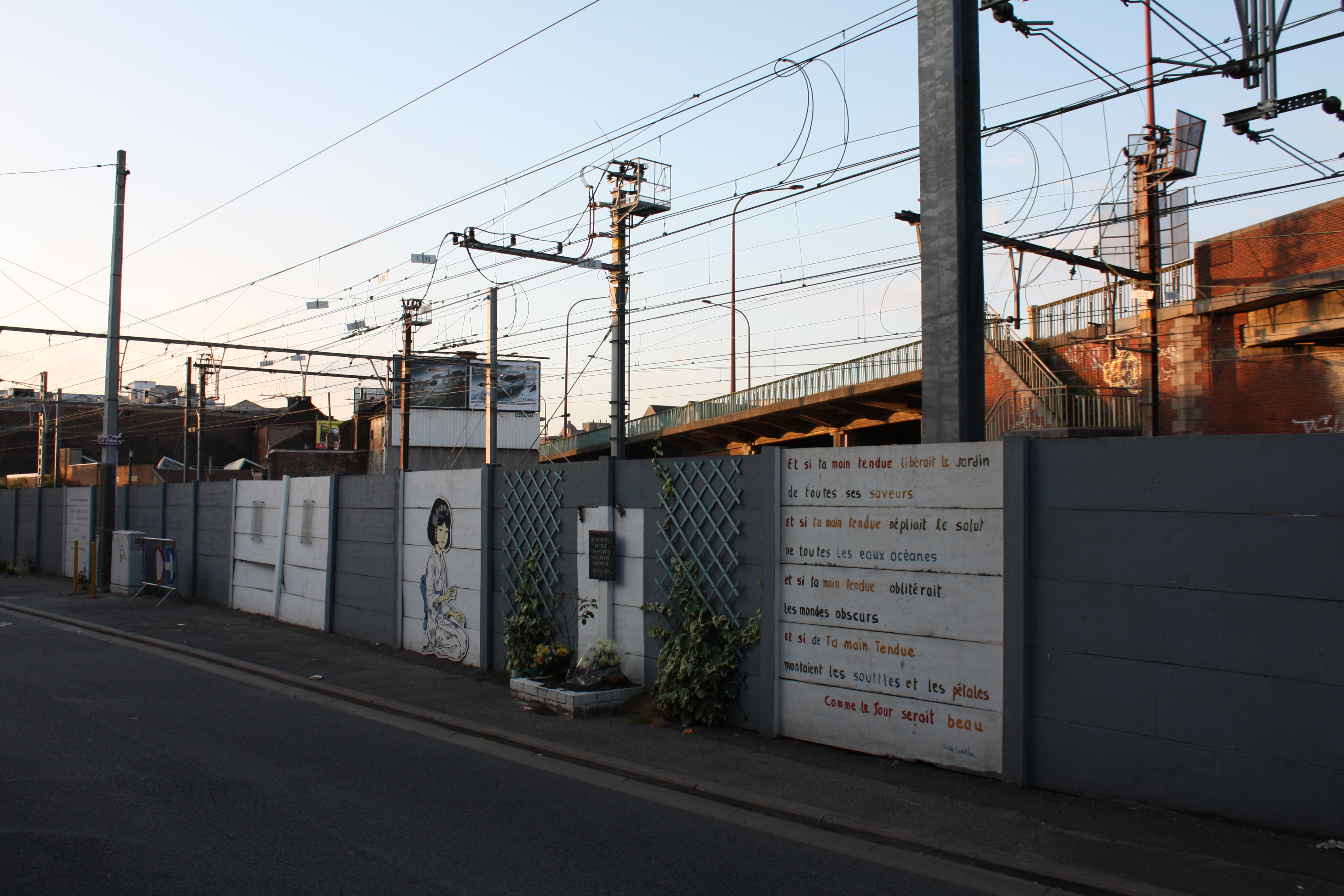
نقاشی‌های دیواری در مقابل یکی از خانه‌های وی، به منظور به خاطر سپردن اعمال مارک دوترو
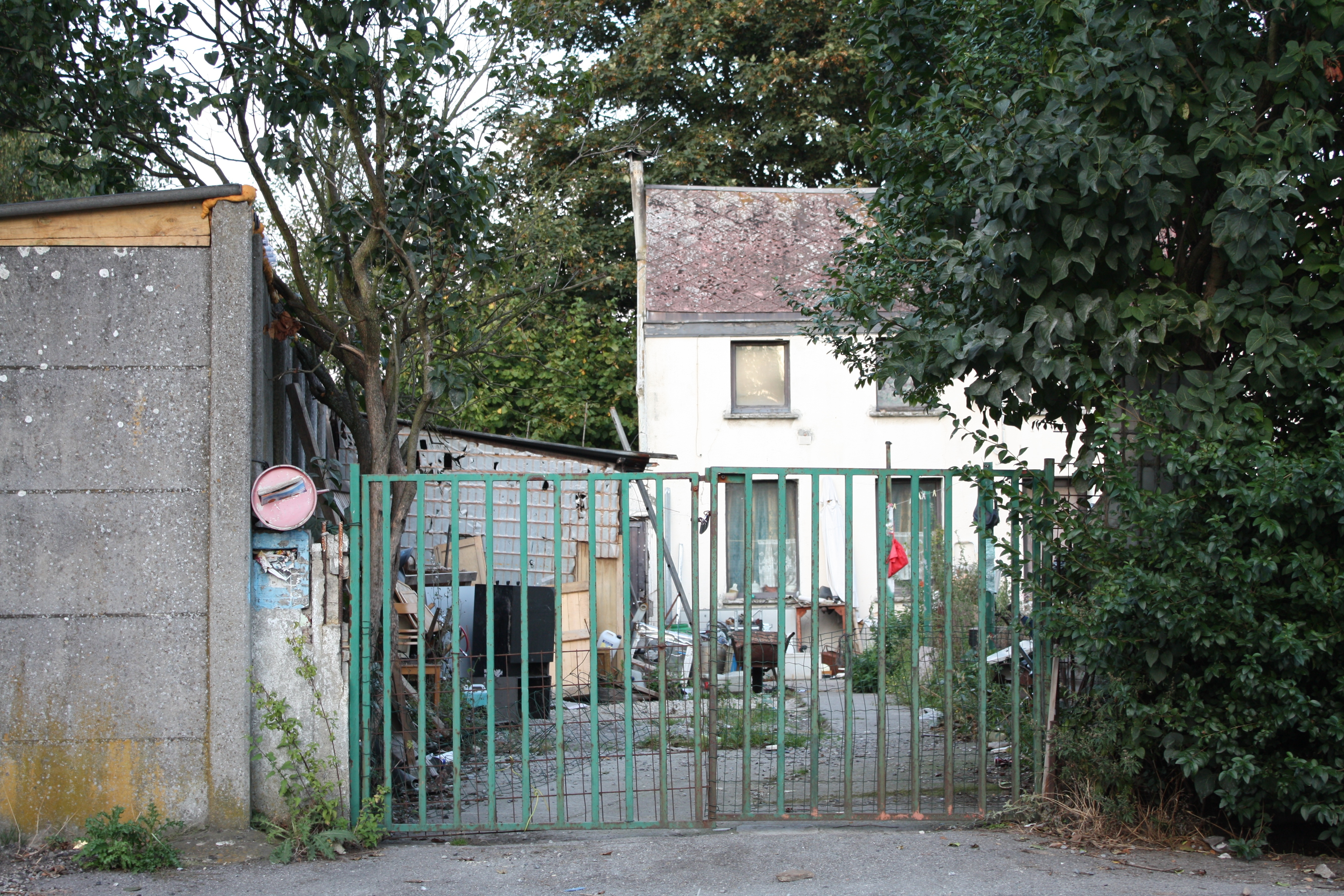
خانه متعلق به مارک دوترو